# Península papú
La península papú, también conocida como península Cola de Pájaro, es una gran península situada en el sureste de Papúa Nueva Guinea y que constituye el extremo suroriental la isla de Nueva Guinea. La península es la prolongación más oriental de la cordillera Central de Nueva Guinea, principalmente de la porción de la cordillera de Owen Stanley, con picos como el monte Victoria (4.038 m) y el monte Suckling (3.676 m). En su costa sur se ubica Puerto Moresby, la capital y ciudad más grande de Papúa Nueva Guinea.